# 小龙坎街道
小龙坎是重庆市沙坪坝区的一个街道。下辖龙泉路社区、嘉新社区、康宁村社区和快乐里社区。面积0.97平方公里，户籍人口29433人。街道办事处地址为沙坪坝区小龙坎新街2号。
辖区内有沙坪坝第一实验小学、树人小学、重庆市第八中学等多所知名中小学校。成渝客运专线由西向东横穿地区北部。位于辖区内的沙坪坝火车站是成渝客运专线上重要的车站之一。辖区东部的平顶山公园是沙坪坝中心区的制高点。

## 地理位置
小龙坎街道位于沙坪坝区东部，面积0.97平方公里，下辖有龙泉路社区、嘉新社区、康宁村社区和快乐里社区。

## 主要企事业单位

### 政府机构和事业单位
- 沙坪坝区人力资源和社会保障局
- 沙坪坝区经济与信息化委员会
- 沙坪坝区民政局
- 沙坪坝区公安局
- 沙坪坝区交通委员会
- 沙坪坝区文化广电新闻出版局
- 沙坪坝区政治协商委员会
- 成都铁路局重庆车务段
- 成都铁路局重庆市党校
- 成都军区空军招待所

### 医疗机构
- 重庆市传染病医院
- 沙坪坝区中医院

### 高级职业学校
- 重庆市小龙坎职业中学

### 中学
- 重庆市第八中学

### 小学
- 沙坪坝区第一实验小学
- 树人小学

### 工业企业
- 重庆市探矿机械厂
- 庆铃集团第三分厂
- 重庆轴承公司

### 购物
- 新世纪百货
- 王府井百货
- 国美电器

## 交通
区域内交通设置齐全。然而道路狭窄，巷弄大多狭窄弯曲，再加上沿线住宅众多、学校机关林立，上下班时段道路拥挤严重。

### 轨道交通
重庆轨道交通一号线
重庆轨道交通九号线（在建）

### 公路
沙坪坝汽车客运站（已关闭）

### 铁路
沙坪坝火车站

## 公园
- 小龙坎公园
- 沙坪公园
- 平顶山公园